# Hell's House
Hell's House, in Nederland bekend onder de titel Gekooide jeugd, is een film uit 1932 onder regie van Howard Higgin.
De film kreeg in Nederland een filmkeuring van "18 jaar en ouder". Dit kwam doordat coupures worden aangebracht om te voorkomen dat er verkeerde indrukken kunnen ontstaan bij het grote publiek omtrent opvoedingsklinieken en tuchtscholen.
De hoofdrol werd gespeeld door Bette Davis. Hoewel ze destijds een beginnende actrice was, werd op de filmposters die werden uitgebracht haar naam boven de titel geplaatst, hoewel Davis nog niet erg bekend was bij het publiek.

## Verhaal
Een tiener wordt naar de jeugdgevangenis gestuurd nadat hij ervan verdacht wordt een dranksmokkelaar te zijn. Nu hij verblijft in een opvoedingsgesticht, wordt hem verteld dat de ware smokkelaar achter zijn vriendinnetje aan zit. De tiener tracht te ontsnappen om de liefde van zijn leven niet te verliezen.

## Rolverdeling
| Acteur            | Personage     |
| ----------------- | ------------- |
| Bette Davis       | Peggy Gardner |
| Pat O'Brien       | Matt Kelly    |
| Junior Durkin     | De tiener     |
| Frank Coghlan Jr. | Shorty        |
| Emma Dunn         | Emma Clark    |
| Charley Grapewin  |               |